# Dendrocalamus latifolius
Dendrocalamus latifolius är en gräsart som beskrevs av Karl Moritz Schumann och Carl Karl Adolf Georg Lauterbach. Dendrocalamus latifolius ingår i släktet Dendrocalamus och familjen gräs. Inga underarter finns listade i Catalogue of Life.